# 大平祥生
大平 祥生（おおひら しょうせい、2000年4月13日 - ）は、日本のアイドル。男性アイドルグループ・JO1のメンバー。京都府舞鶴市出身。LAPONEエンタテインメント所属。PRODUCE 101 JAPANにおける最終順位は4位。
ポジションはダンス、ラップ。身長177 cm、体重63kg、血液型はA型。メンバーカラーはイエロー。

## 来歴
EXPG京都校に通い、全日制高校から通信制高校へ編入し卒業した。高校生の時、単身アメリカへ一ヶ月ダンス留学した。
2019年、EXPG京都のオリジナルユニット「EXPG SWORD」に参加。EXILE、三代目J SOUL BROTHERSのメンバー小林直己とのコラボレーション映像作品が投稿された。
2019年、オーディション番組『PRODUCE 101 JAPAN』に出演。川尻蓮、山田聡と共に3人組ユニット「UN backers」を組み、最終投票では4位にランクインし、デビューが決定した。
2020年3月4日、JO1のメンバーとしてシングル『PROTOSTAR』でデビューを果たした。
2023年4月13日、京都府文化観光大使に就任した。

## 人物

### 趣味・特技
- カメラ、散歩、映画鑑賞、動画編集、ビート作り[7]。
- ブレイクダンスなどに用いられるシフト、ダブルシフトが得意。

### 特徴
- キャッチフレーズは、「見た目と中身のギャップ、知りたくない？」[8]、「はんなり天使」。
- 「20歳には夢を諦める」と心に決め、10代最後の挑戦としてPRODUCE 101 JAPANに応募し、過酷なオーディションを勝ち抜いてJO1のデビューメンバーに決定した。
- オーディション中は常に周りの練習生を思いやり、励ます優しい姿が印象的であった[9]。
- メンバーカラーは黄色[10]。
- 願掛けのような自分ルールとして、良い言葉を使うようにしている[11]。
- 夢を掴むために大事にしていることは、"口に出していたら叶う"ということ。「夢を口に出していれば体が勝手に夢を叶えるための方向へと動く」とインタビューで語っている[12]。
- 三代目J SOUL BROTHERSに憧れてダンスを始めた[13]。
- デビューシングル『PROTOSTAR』の表題曲である「無限大（INFINITY）」のMV300万回再生公約で、コスチュームver.のpractice Videoが公開された際には、天使のコスプレを披露[14]。
- 好きな飲み物は、常温の水、イチゴ系の飲み物、タピオカ（特にチョコレートミルクティー）など[15]。
- 自身をJO1の中では「映画タイプ」だと述べている。本人曰く、映画タイプとは『いい映画があったら広めるタイプ』のことであり、メンバーの白岩瑠姫からは「誰でも映画タイプになれる」とつっこまれている[16]。
- ディズニーとジブリが大好き。白岩瑠姫も同じくディズニーが大好きであり、ホテルの部屋が一緒になった際には2人で『アラジン』を観たり、ディズニーの音楽をかけて東京ディズニーリゾートに遊びに行った気分になったりと、楽しく過ごしていたそう[17]。
- JO1の中でもトップレベルに美容意識が高く、川尻蓮、川西拓実、鶴房汐恩、木全翔也ら複数のメンバーからビューティーアイコンとして名前を挙げられている[18]。また、韓国出身のボーイズグループであるStray Kidsがメロディーを提供した楽曲「YOLO-konde」は、NHKの番組である『This is JO1 ～Go to the Dream～』の楽曲作りプロジェクトにおいてJO1メンバー全員で方向性を話し合って作られた曲であり、パフォーマンス時のメイク演出を大平が担当した[19]。
- 世間から見ると可愛い部類としながらも、本人曰く「めっちゃいかついのが好き」。中性的な美しさが魅力であり、可愛い曲、かっこいい曲、いかつい曲など、変幻自在にどんなコンセプトにも合わせられるとしている[20]。
- メンバーからは「本当にマイペースで猫みたい（川西拓実）」、「一緒にいる時間が長いから本当に弟みたいな感じ（白岩瑠姫）」、「何でも話せる仲（佐藤景瑚）」、「ステージや表舞台に立ったときのオーラや雰囲気がすごくある（金城碧海）」、「ふわふわな見た目だけど実は結構頑張り屋さん（川尻蓮、木全翔也）」などと評されている[21]。
- 大平とメンバーの木全翔也、鶴房汐恩、金城碧海は全員2000年生まれのミレニアムベビーであり、4人とも名前の頭文字がSであることからファンの間で「S4」と呼ばれ、親しまれている[22]。
- 2020年12月25日に公開された劇場アニメ「映画 えんとつ町のプペル」に出演し、デニス役として自身初の声優に挑戦した。本作品はJO1としてデビュー後、大平が初めて個人で参加した仕事でもある。映画公開初日に行われた舞台挨拶では、製作総指揮・原作・脚本を手掛けた西野亮廣から「大平さんは凄く練習をしてきてくださって、その跡が見えたのでチームが締まった。ヘソを曲げないというか、こっちがどんなリクエストをしても全部誠実に向き合ってくださって最高でした」と称賛された。監督を務めた廣田裕介も「こちらの要望にもガンガン応えようとしてくれて、すごく根性のある方」と述べており、両者から努力を称えられた[23]。

## ディスコグラフィ

### デジタルシングル
| リリース日    | タイトル | 備考                                |
| ------------- | -------- | ----------------------------------- |
| 2025年5月26日 | Melak    | JO1のYouTube企画「PLANJ」公開楽曲。 |

### 参加楽曲

#### PRODUCE 101 JAPAN
| リリース日     | タイトル                              | 備考                                                                              |
| -------------- | ------------------------------------- | --------------------------------------------------------------------------------- |
| 2019年9月3日   | ツカメ〜It's Coming〜                 | 番組テーマ曲。『ツカメ〜It's Coming〜』に収録                                     |
| 2019年11月28日 | やんちゃBOYやんちゃGIRL               | コンセプト課題曲。『PRODUCE 101 JAPAN - 35 Boys 5 Concepts』に収録。              |
| 2019年12月12日 | YOUNG                                 | デビュー評価課題曲および最終バラード課題曲。『PRODUCE 101 JAPAN - FINAL』に収録。 |
| 2019年12月12日 | さよなら青春 (PRODUCE 101 JAPAN ver.) | デビュー評価課題曲および最終バラード課題曲。『PRODUCE 101 JAPAN - FINAL』に収録。 |

### ミュージックビデオ
| 公開日         | タイトル           | リンク     | 備考 |
| -------------- | ------------------ | ---------- | ---- |
| 2024年10月18日 | Melak (Short Ver.) | [ 動画 1 ] |      |
| 2024年11月25日 | Melak              | [ 動画 2 ] |      |

## 出演

### テレビ番組
- PRODUCE 101 JAPAN（2019年9月26日 - 12月12日、TBS系列〈初回、最終回のみ〉、GYAO!）

### テレビドラマ
- 過保護な若旦那様の甘やかし婚 第4話 - 最終話（2024年6月14日 - 28日、毎日放送） - 染谷雅人 役[25]

### 映画
- 未完成   JO1 THE MOVIE『未完成』-Go to the top-　（2022年3月4日、TOHOシネマズ）
- OUT（2023年11月17日、KADOKAWA） - 目黒修也 [26][27]
- 未完成  JO1 THE MOVIE『未完成』-Bon Voyage-　（2025年7月4日、TOHOシネマズ）

### 配信ドラマ
- ショート・プログラム「スプリングコール」（2022年3月1日配信、Amazon Prime Video）- 新庄公平 役[28]

### テレビアニメ
- 群青のファンファーレ（2022年4月2日 - 6月25日、TOKYO MX）- 東将基 役（声の出演）[29]

### 劇場アニメ
- 映画 えんとつ町のプペル（2020年12月25日公開、東宝） -  デニス 役（声の出演）[30]

### 動画
1. ↑  [𝐏𝐋𝐀𝐍𝐉] ORIGINAL：'Melak'(Short Ver.) – SHOSEI. YouTube. 18 October 2024. 2025年5月29日閲覧.
2. ↑  [𝐏𝐋𝐀𝐍𝐉] ORIGINAL：'Melak' – SHOSEI. YouTube. 25 November 2024. 2025年5月29日閲覧.